# Ibn Selim el-Aswani
 (décembre 2018).
Ibn Sulaym al- Aswānī (arabe : ابن سليم الأسواني) de son vrai nom Abdallah ibn Ahmad ibn Salim était un da'i (chargé de la da'wa)  fatimide et diplomate égyptien du Xe siècle envoyé en Nubie, il laissa des traces écrites de ses voyages en Makurie à Vieux Dongola, une trace écrite qu'il rassemblant en un ouvrage nommé Kitāb Ak̲h̲bār al-Nūba wa-l-Muḳurra wa-l-ʿAlwa wa-l-Bud̲j̲a wa-l-Nīl. Il fut envoyé à la cour de George de Nubie par le général égyptien Jawhar au nom du calife pour demander la reprise des baqt. Sa mission fut repoussée mais le récit de son voyage publié par al-Maqrizi est l'une des sources les plus importantes sur la Nubie médiévale. Il décrit la Makurie comme étant un état prospère et centralisé, il décrit la capitale du royaume d'Alodie Soba alors qu'il ne l'a peut-être pas encore visitée. Contrairement à certains écrivains arabes, il semble favorable aux royaumes chrétiens,.